# Stomatitis
Unter einer Stomatitis (von griechisch Stoma = Mund und -itis, veraltet auch Mundkatarrh) versteht man eine Entzündung der Mundschleimhaut. Sie stellt eine eigene Krankheit dar, kann aber auch ein Begleitsymptom einer anderen Krankheit oder Nebenwirkung einer Therapie sein.

## Ursachen der Stomatitis
Die Stomatitis geht meist von einer Zahnfleischentzündung (Gingivitis) aus. Weitere Ursachen können beispielsweise krankheitserregende Mikroorganismen (Bakterien, Viren, Pilze), Dehydratation, mangelhafte Zahn- und Mundpflege, Vitaminmangel (Vitamin A, Vitamin B und Vitamin C), Nicotin- und Alkoholmissbrauch sein. Bei Trägern von Zahnprothesen kann mangelhafte Prothesenpflege (Plaque und Haftcremereste an der Prothese) Stomatitis auslösen. Eine Stomatitis kann auch als Nebenwirkung einer Chemotherapie oder Therapie der rheumatoiden Arthritis mit Goldverbindungen auftreten.

## Symptome der Stomatitis
Die Mundschleimhaut ist gerötet und entzündlich verändert – die klassischen Entzündungszeichen sind sichtbar. Weitere Symptome sind Mundgeruch, Appetitlosigkeit bis hin zur kompletten Ess- und Trinkverweigerung (bei Kleinkindern), vermehrter Speichelfluss (Hypersalivation) sowie leicht auszulösende Mundschleimhautblutung (z. B. durch eine harte Zahnbürste).

## Therapie
Die Therapie einer Stomatitis ist abhängig von der Ursache. So werden bakterielle Infektionen mit Antibiotika, virale mit Virustatika und Mykosen mit Antimykotika behandelt. Außerdem ist eine gezielte und regelmäßige Mundhygiene und ggf. Prothesenpflege durchzuführen. Zahnprothesen können z. B. mit speziellen Prothesenbürsten (Zahnprothesenbürsten) besonders gründlich gereinigt werden.
Die rotbraunen Wurzeln des Ratanhia-Strauchs werden in der Pflanzenheilkunde (Droge: Ratanhiae radix) als adstringierendes Mittel in Form von Tinkturen eingesetzt. Diese wird bei Entzündungen des Zahnfleisches, Entzündungen im Mund- und Rachenraum, wie Stomatitis oder Pharyngitis angewendet, meist als Gurgelmittel oder Einpinselung. Oft wird Ratanhiatinktur zur Anwendung mit Myrrhentinktur gemischt.

## Spezifische Stomatitiden
beim Menschen:

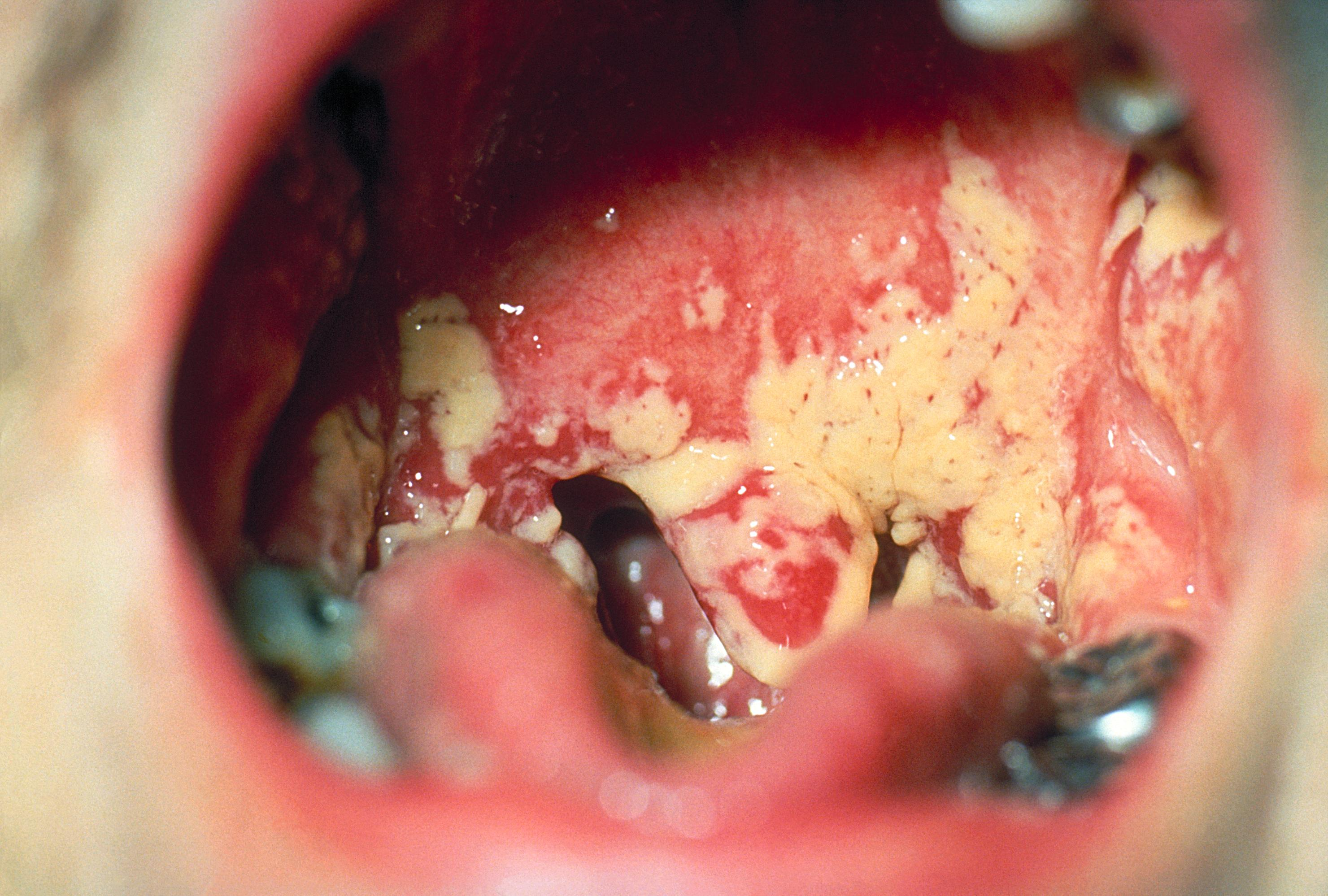
Stomatitis candidomycetica

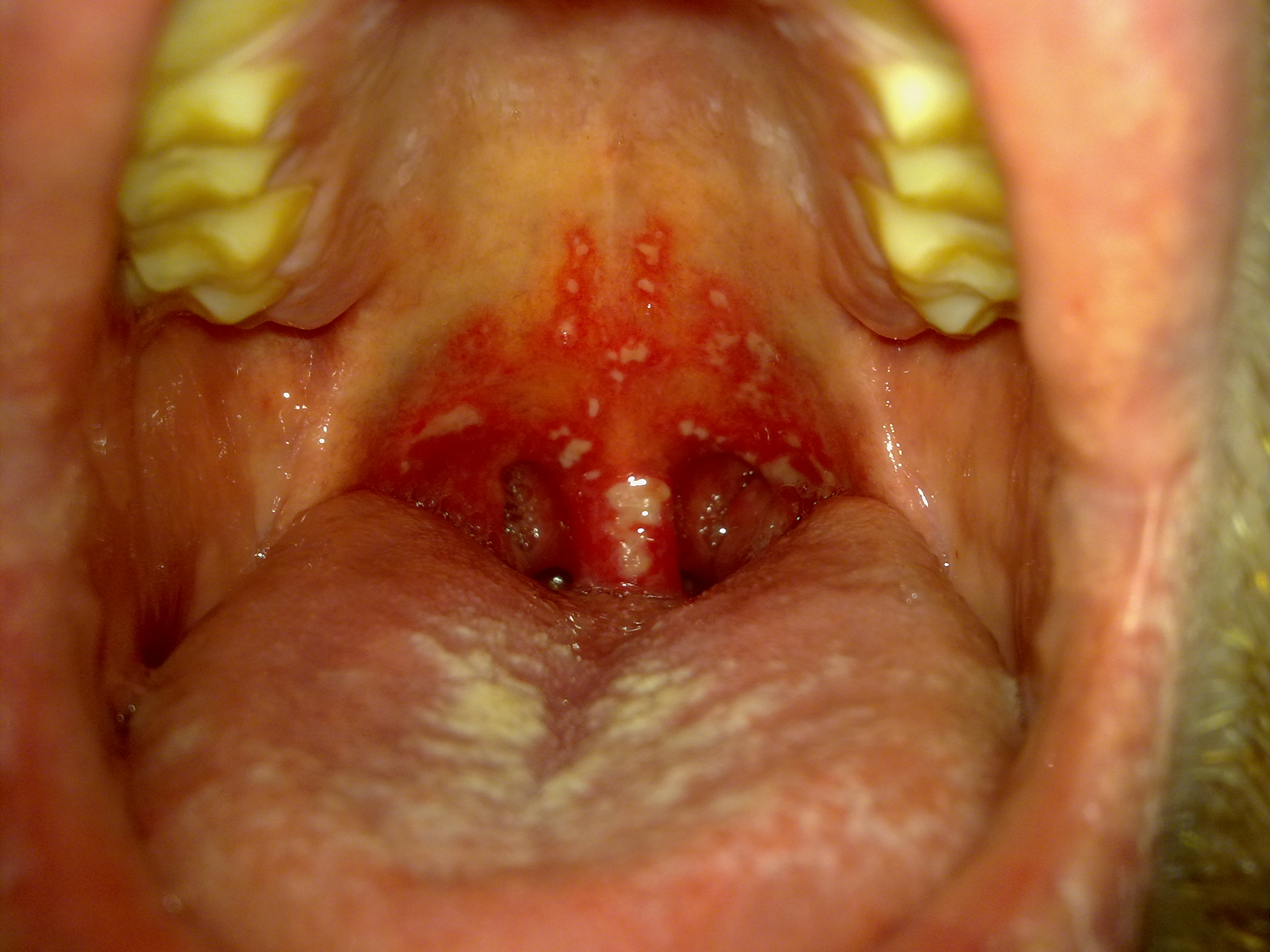
Stomatitis herpetica

- akute nekrotisierende ulzerierende Gingivitis (ANUG)
- Stomatitis Plaut-Vincent
- Mundfäule (Stomatitis aphthosa, Stomatitis herpetica)
- Noma (Stomatitis gangraenosa)
- Soor (Stomatitis candidomycetica)

bei Tieren:
- Maulfäule der Schlangen
- Stomatitis vesicularis bei Huftieren
- Maul- und Klauenseuche (Stomatitis epidemica)
- Gingivitis-Stomatitis-Pharyngitis-Komplex bei Katzen

## Quelle
- Pflege heute von Urban & Fischer